# Carrickfergus (sang)
"Carrickfergus" er en irsk folkevise, der har navn efter byen Carrickfergus i County Antrim, Nordirland. Den blev først indspillet under navnet "The Kerry Boatman" af Dominic Behan på en LP kaldet "The Irish Rover", som blev udgivet i 1965. En næsten identisk version blev herefter indspillet af The Clancy Brothers.

## Oprindelse
Sangens oprindelse er uklar, men melodien er blevet sporet tilbage til den riske sang, "Do Bhí Bean Uasal" ("There Was a Noblewoman"), der bliver tilskrevet digteren Cathal Buí Mac Giolla Ghunna, som døde i 1745 i County Clare. Musiksamleren George Petrie fik fat i to udgaver af melodien fra en anden samler ved navn Patrick Joyce. Joyce kom fra Ballyorgan i Ballyhoura Mountains, på grænsen mellem de to counties Limerick og Cork. Petrie skrev, at han mente, at "Do Bhí Bean Uasal" kom fra enten County Clare eller County Limerick, og at den under alle omstændigheder måtte stamme fra provinsen Munster.
En version af sangen optrådte på en ark med ballader i Cork i midten af 1800-tallet makaronisk form.
I moderne tid er "Carrickfergus" blevet kendt efter Peter O'Toole relaterede den til Dominic Behan, der fik den publiseret og lavede en indspilning i 1965. I sin bog, "Ireland Sings" (London, 1965), skriver Behan vers, og han skriver, at han fik to vers fra O'Toole og skrev midterverset selv. Sangen bliver refereret til i Ed Sheerans sang "Galway Girl" på hans album ÷ fra 2017.

## Udgivelser
Sangen er blevet indspillet af adskillige velkendte kunstnere. Det er en populær sang på folkemusikfestivaler og koncerter, og den blev spillet i 1999 til begravellsen af John Fitzgerald Kennedy, Jr.. I mere moderne tid er den blevet brugt i en indspilning af Loudon Wainwright III til rolleteksterne af HBOs serie Boardwalk Empire. Yderligere har den russiske singer-songwriter Aleksandr Karpov (a.k.a. "Aleksandr O'Karpov") oversat teksten til russisk, kaldet "За синим морем, за океаном" (Za sinim morem, za okeanom - "Beyond the blue sea, beyond the ocean").
Sangen "The Water is Wide", har en lignende melodi og meget lignende tekst i nogle linjer. Der er lavet adskillige indspilninger af mange kunstnere, heriblandt Bob Dylan, Pete Seeger, The Seekers og to tidligere medlemmer af The Byrds; Roger McGuinn og Chris Hillman, der begge lavede soloversioner.

## Indspilnininger
Ikke fuldstænding liste
- The Dubliners, på albummet Now (1975)
- Five Hand Reel, på albummet For A' That (1977)
- Bryan Ferry, på albummet The Bride Stripped Bare (1979)
- Loreena McKennitt, på albummet Elemental (1985)
- Van Morrison og The Chieftains, på albummet Irish Heartbeat (1988)
- Van Morrison, på albummet Van Morrison: The Concert (1990)
- Boys of the Isle, på albummet The Gold Collection Favorite Irish Songs (1997)
- Órla Fallon, på albummet The Water Is Wide (2000)
- Charlotte Church, på albummet Enchantment (2001)
- Lisa Kelly, på albummet Lisa (2003)
- Brian Kennedy, på albummet On Song (2003), og også inkluderet på kompilationsalbummet Celtic Circle III (2004)
- The Chieftains, på albummet Live from Dublin: A Tribute to Derek Bell (2005)
- Celtic Woman, på albummet Celtic Woman: A New Journey (2007)
- Irish Stew of Sindidun, på albummet Dare to Dream (2008)
- Ronan Keating, på albummet Songs For My Mother (2009)
- Katherine Jenkins, på albummet Daydream (2011)
- Hayley Griffiths, på albummet Celtic Rose (2011)
- 10,000 Maniacs, på albummet Twice Told Tales (2015)
- Damien Leith, på albummet Songs from Ireland (2015)
- By Toutatis, på albummet The Beasts (2015)
- Dexys, på albummet Let the Record Show: Dexys Do Irish and Country Soul (2016)